# Hevesi Krisztina
Hevesi Krisztina (máshol Hevesi Kriszta néven is) jól ismert és a közösségi médiában aktív, népszerű magyar pszichológus, egészségfejlesztő szakpszichológus, sportszakpszichológus, közgazdász, habilitált egyetemi docens, egyetemi oktató, aki jelentős hozzájárulást nyújtott a mentális egészség előmozdítása és a pozitív pszichológia területén Magyarországon. Kutatási szakterülete a szexuálpszichológia. Kiemelt kutatási területe továbbá a stressz és megküzdés, valamint a fizikai aktivitás és a szexuális elégedettség szerepe a jóllétben. Számos könyv szerzője, előadó, és gyakran hivatkozott szakértő a médiában, aki munkásságában komoly figyelmet fordít a társadalmi jólét és az egyéni boldogság kérdéseire.

## Életrajz
Hevesi Krisztina végzettsége szerint közgazdász, újságíró, pszichológus és pszichológia-tanár, majd sportszakpszichológus és egészségfejlesztő szakpszichológus képzettséget szerzett. Az ELTE PPK-n a Pszichológiai Intézet oktatója a Személyiség- és Egészségpszichológia Tanszéken. Tagja az Egészségpszichológia Kutatócsoportnak. Kutatja a pornófüggőséget.

## Munkássága

### Tudományos tevékenysége
Hevesi Krisztina több pszichológiai területen is kutat, különös tekintettel a szexuálpszichológia és az életminőség javítása kérdéseire. Legnagyobb látogatottságú választható tárgya az ELTE-n a szexuálpszichológia, s fontosnak tartja, hogy a Pszichológiai Intézet lehetővé tette, hogy az előadások ne kizárólag a pszichológus hallgatók számára legyenek elérhetőek, hanem más karok hallgatói - így kiemelten a pedagógiai, tanári és óvónői képzésekben részvevők - részére is.
Rendszeresen publikál szakmai folyóiratokban és részt vesz nemzetközi konferenciákon. Publikációs listája itt olvasható. Ph.D. disszertációja nyilvánosan olvasható, címe: A szexuális működés egészségpszichológiája.
Alapító tagja a Magyar Pszichológia Társaság Egészségpszichológiai szekciójának; tagja a Magyar Fájdalomtársaságnak, a Magyar Hipnózis Társaságnak és a Magyar Szexuális Medicina Társaságnak.

### Társadalmi szerepvállalása
Aktív résztvevője társadalmi vitáknak, különösen a mentális egészség területén. Gyakran szervez és vesz részt workshopokon, ismeretterjesztő előadásokon, ahol a mentális egészség fontosságát hangsúlyozza, gyakran tabudöntő tartalommal. Ellátogat határon túli magyar területekre is. 2022-ben részt vett a TV2 Farm VIP valóságshowjában. Gyakran szerepel interjúkban, stúdióbeszélgetésekben. Intenzíven és rendszeresen kommunikál saját Facebook-oldalán, valamint Youtube-csatornáján is. Instagram-oldalát több mint 53 ezren követik.

## Fontosabb művei
- „TikTok titkok" –Amit az algoritmus letiltana, Kulcslyuk Kiadó Kft., 2022. ISBN 9786156471109
- Szextrém " – Perverziók, szexfüggőség és ártalmatlan különcségeink, Kulcslyuk Kiadó Kft, 2014. ISBN 9786155281150
- „Szex” – A psziché labirintusában, Kulcslyuk Kiadó Kft, 2013. ISBN 9789638902689

## Magánélet
Július 7-én van a születésnapja. Félig nyitott gerinccel született, egyedüli gyermekként nőtt fel. Édesanyja magyar tornászbajnok, édesapja jégkorongbajnok. Hevesi Krisztina klasszikus balettezett, járt az artistaképzőbe is, végül közgazdászként végzett, és beteljesítve édesapja vágyát, doktori címet is szerzett – pszichológiából. Eredetileg képzőművésznek készült.
Tizenkilenc éves kora óta alkot egy párt férjével, Hevesi Tamás neves zenésszel, futballedzővel, akivel féltve óvják a magánéletüket. Gyermekük nincs.